# Canterbury
Canterbury ( kiejtés: IPA:ˈkæntəbɹ̩i vagy ˈkæntɚbɛri) város Kelet-Kentben, Anglia délkeleti régiójában. A Stour folyó mentén fekszik, és Whitstable, valamint Herne Bay városokkal együtt a City of Canterbury kerület helyi önkormányzatához tartozik.
Eredetileg briton település volt, majd a római hódítók az első században a Durovernum Cantiacorum nevet adták neki. Miután a jütök legfontosabb települése lett elnyerte az angol Canterbury nevet. Azt követően, hogy a Kenti Királyság 597-ben áttért a kereszténységre, canterburyi Szent Ágoston püspöki székhelyet alapított a városban és ő lett az első canterburyi érsek. E pozíció ma az angliai egyház (Church of England) és a világszerte jelenlévő anglikán közösség vezetői tisztségét jelenti. Thomas Becket érseket 1170-ben meggyilkolták a canterburyi katedrálisban és ekkortól a székesegyház a világ keresztényeinek zarándokhelyévé vált. A zarándoklat adta a témát Geoffrey Chaucer 14. századi klasszikus művéhez, a Canterburyi mesékhez (Canterbury Tales). A város irodalmi hagyományai a 16. században folytatódtak a drámaíró Christopher Marlowe születésével.
Több történelmi emlék maradt fenn a városban, köztük a római időkben alapított és a 14. században újjáépített városfal, a Canterburyi Szent Ágoston-apátság romjai, egy normann vár és a világ legrégebbi, folyamatosan működő iskolája, a The King's School, amelyet 597-ben alapítottak. Az előbbiket kiegészítik az újabb korok építészeti alkotásai, a University of Kent, a Canterbury Christ Church University, a Marlowe Theatre, valamint a St Lawrence Ground, a Kent megyei krikettklub otthona.

## Fekvése

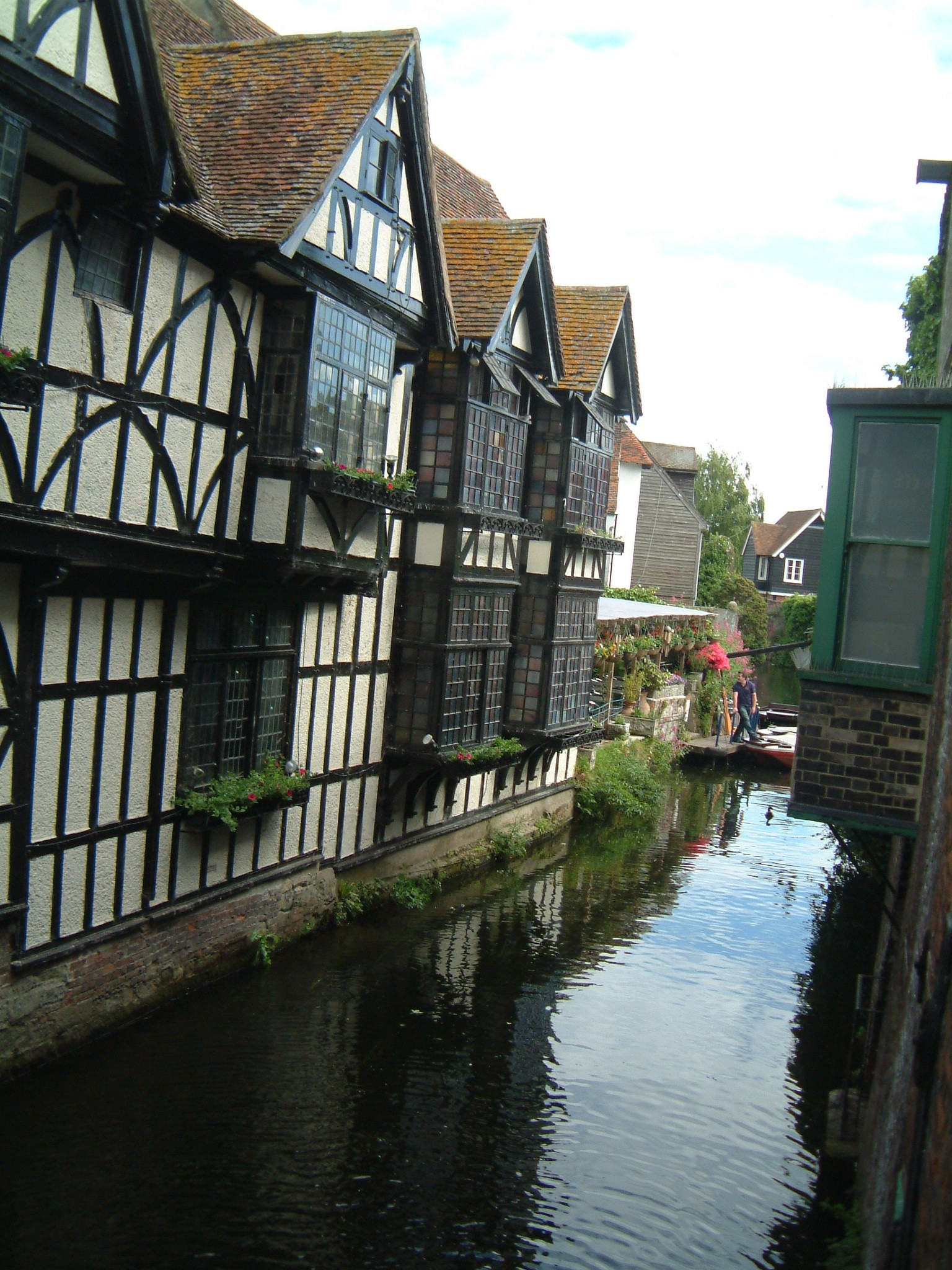
Kis-Velence a Great Stour folyón

Canterbury az é. sz. 51° 16′ 30″, k. h. 1° 05′ 13″51.275000°N 1.086944°E (51.275, 1.087) alatt helyezkedik el, Kelet-Kentben, körülbelül 84 km-re kelet-délkeletre Londontól. A szomszédos parti városok, Herne Bay és Whitstable 9 km-re északra vannak, míg Faversham 12 km-re északnyugatra helyezkedik el. Közeli falvak Rough Common, Sturry és Tyler Hill.
A város a River Stour, vagy más néven Great Stour mentén fekszik. A folyó északkeletre, Lenham településnél ered és Ashfordon keresztül folyva Sandwichnél ömlik a La Manche-csatornába. A folyó a várostól délkeletre két ágra szakad, az egyik a városközponton folyik át, a másik nagyjából a korábbi falak vonalát követi.

## Története

### Korai történelem

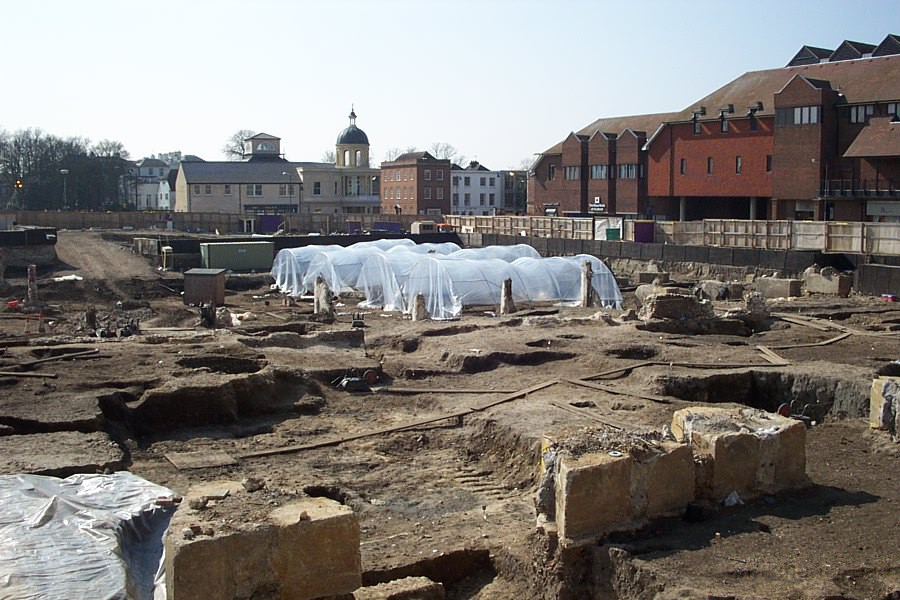
A "Big Dig"

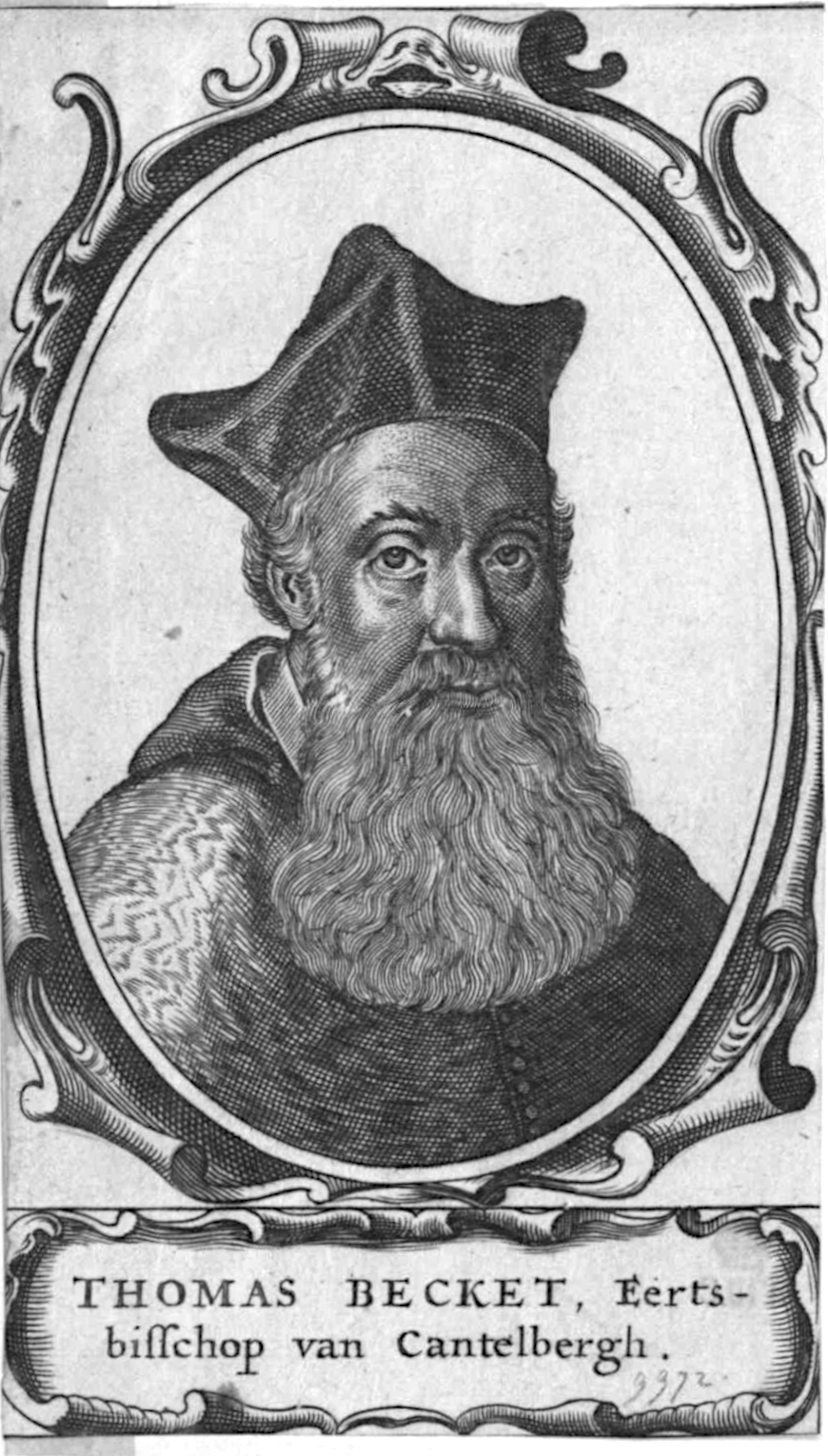
Thomas Becket érsek, akit 1170. december 29-én meggyilkoltak a székesegyházában Canterburyben

Canterbury területe már a prehisztorikus időkben is lakott hely volt. Az alsó paleolitikus korból származó kőbaltákat, neolitikus és bronzkori eredetű edényeket egyaránt találtak a környéken. Az első ránk maradt említésben úgy szerepel Canterbury, mint a kelta cantiaci törzs legnagyobb települése. E törzs népesítette be Kent nagy részét. Az első évszázadban a rómaiak hódították meg a várost és Durovernum Cantiacorumnak nevezték, melynek jelentése: "cantiaci erőd az égerligetnél". A rómaiak újjáépítették a várost, rácsos szerkezetű utcákkal, egy színházzal, templommal és egy közfürdővel. A 3. század végén a barbárok elleni védekezésül a rómaiak földtöltést és hét kapuval ellátott falat emeltek a város körül, amely nagyjából 52 hektár területet fogott közre.
A rómaiak 410-ben kivonultak Britanniából és Durovernum Cantiacorum – néhány földművestől eltekintve – elnéptelenedett, majd fokozatosan leromlott. A következő száz év során egy szász kommuna alakult ki a falak között, mivel jütlandi menekültek érkeztek, akik a helyiekkel házasodtak. A város szász neve Cantwaraburh lett, ami annyit tesz, hogy "Kent népeinek erődítménye". 597-ben I. Gergely pápa kiküldte Canterburyi Szent Ágostont, hogy Kent királyát, Ethelbertet keresztény hitre térítse. A térítést követően Ágoston a római várost, Canterburyt szemelte ki kenti püspöki székhelynek, majd egy apátságot, valamint egy katedrálist épített oda. Így lett Ágoston az első canterburyi érsek. A változások elhozták magukkal a város újraéledését, edényekkel, vásznakkal és bőrökkel foglalkozó iparosok jelentek meg. 603-ban arany pénzt vertek a canterburyi pénzverdében. 672-ben a hertfordi zsinat a canterburyi püspökséget tette meg a teljes angol egyház elöljárójává.
842-ben és 851-ben Canterbury komoly emberveszteséget szenvedett a dánok rajtaütései miatt. 978-ban Dunstan érsek újraalapította az apátságot Szent Ágoston-apátság néven. A dán támadások második hulláma 991-ben kezdődött. 1011-ben a katedrálist leégették és Alphege érseket megölték. A dán pusztítások emlékének hatása alatt Canterbury lakói nem álltak ellent Hódító Vilmos 1066-os inváziójának. Vilmos azonnal elrendelte egy favár építését a római városfalak mentén. A 12. század elején a canterburyi várat kőből építették újjá.
Thomas Becket érsek 1170-es meggyilkolása után Canterbury Európa egyik legismertebb városa lett, mivel minden keresztény területről zarándokok indultak a síremlékhez. Ez a zarándoklat adta a keretet Geoffrey Chaucer 14. századi elbeszélés-gyűjteményéhez, a Canterburyi mesékhez.
Canterbury neve több, ebben az időszakban itt élő szentével is összekapcsolódott:
- Canterburyi Szent Ágoston
- Canterburyi Szent Anzelm
- Canterburyi Szent Tamás (Thomas Becket)
- Szent Mellitus
- Canterburyi Szent Tódor
- Szent Dunstan
- Canterburyi Szent Adrián
- Szent Alphege
- Kenti Szent Ethelbert

### A 14–17. század

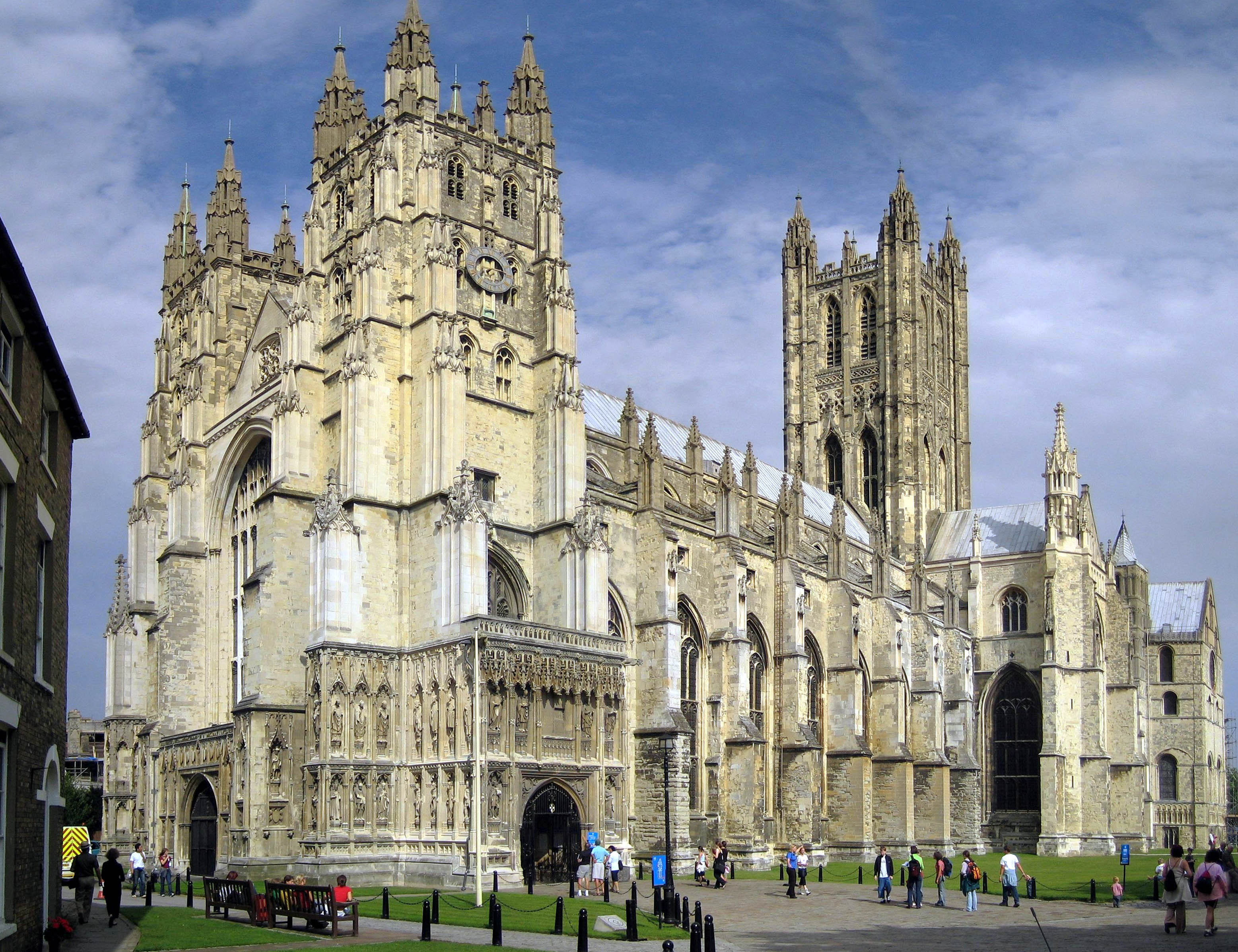
A canterburyi katedrális

A "fekete halál" 1348-ban érte el Canterburyt. 10 000 lakosával a város a tizedik legnagyobb település volt Angliában, azonban a 16. század elejére a népesség 3000 főre esett vissza. 1363-ban, a százéves háború idején egy vizsgálóbizottság úgy találta, hogy az elhanyagoltság, a kőlopások és az árkok feltöltődése oda vezetett, hogy a római falak tönkrementek. 1378 és 1402 között a falakat gyakorlatilag újjáépítették és új tornyokkal egészítették ki. A parasztfelkelés idején, 1381-ben a várat és az érseki palotát kifosztották és Sudbury érseket Londonban lefejezték. Sudburyről azóta évente megemlékeznek a katedrálisban lévő sírkövénél. IV. Henrik király volt az első és egyetlen uralkodó, akit a katedrálisban temettek el 1413-ban. 1504-ben a katedrális fő tornyának, a Bell Harry toronynak a befejezésével 400 éves építkezés zárult le.

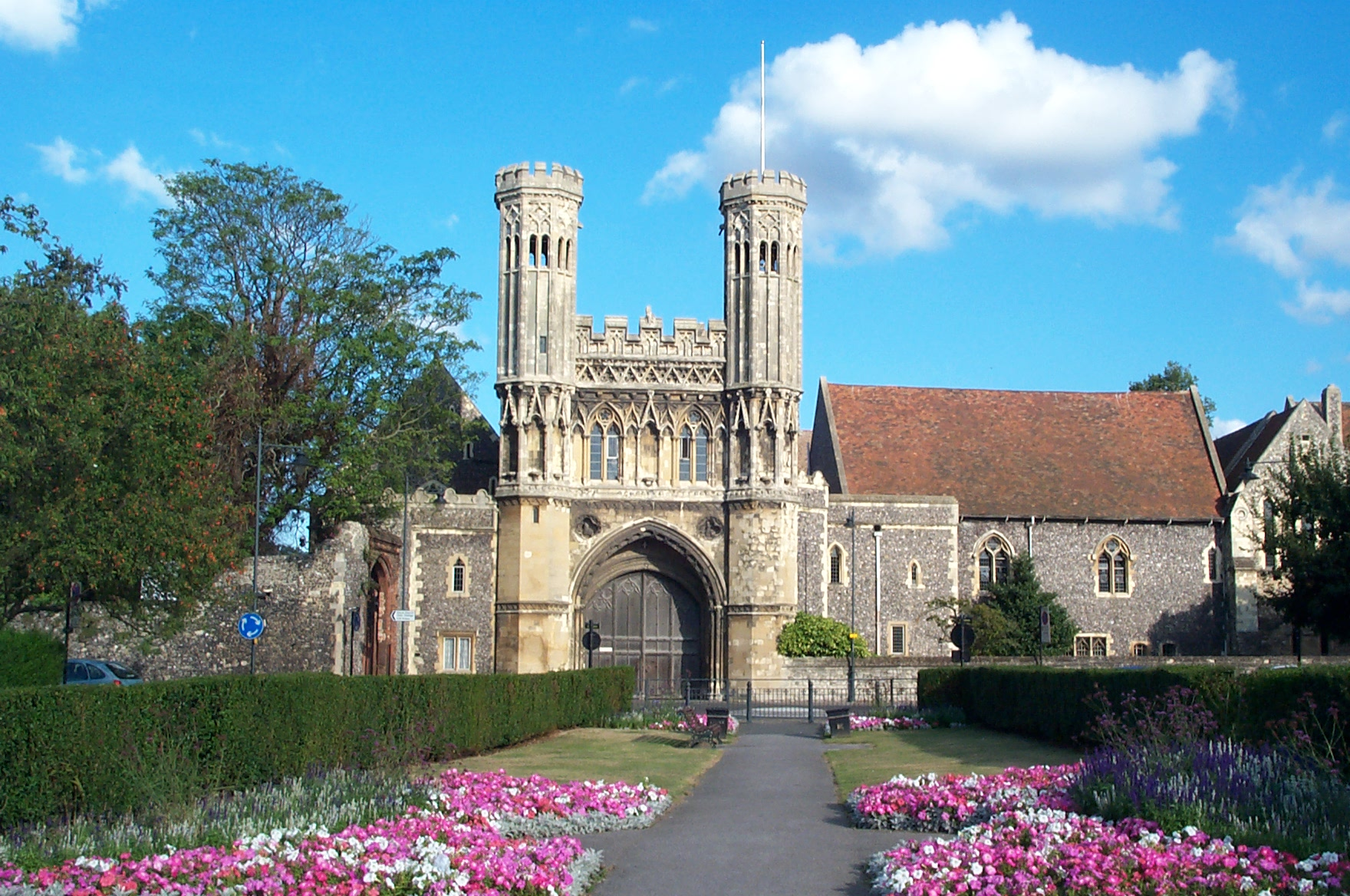
A Szent Ágoston Apátság fennmaradt kapuja

A kolostorok feloszlatása idején (1536-41) bezárták a városban lévő rendházakat. A Szent Ágoston-apátságot, amely akkoriban a 14. leggazdagabb volt Angliában, a Koronához rendelték, templomát és kolostorát lerombolták. Thomas Becket síremlékét ledöntötték, az összes aranyat, ezüstöt és ékszereket a londoni Towerbe szállították. Becket emlékét, ünneplését királyságszerte betiltották, ezzel véget vetve egyben a zarándoklatnak is. Az apátság maradékát az elkövetkező 15 év során lebontották, bár bizonyos elemeit kastéllyá alakították.
A 17. századra Canterbury lélekszáma 5000-re növekedett, közülük 2000 franciául beszélő protestáns hugenotta volt. A hugenották a 16. század közepén kezdtek menekülni az üldöztetések és a spanyol-németalföldi háború elől. A hugenották honosították meg a városban a selyemszövést, amit 1676-ra maga mögött hagyott a gyapjúszövés.
1620-ban Robert Cushman a Palace Street 59. alatt egyezett meg a Mayflower bérbevételéről, mely zarándokokat szállított Amerikába.
1647-ben, az Angol Polgári Forradalom alatt zendülések törtek ki, mert Canterbury puritán polgármestere betiltotta karácsonykor a templomi szertartásokat. A lázadók megkíséreltek egy kenti felkelést szervezni a parlamentariánus erők ellen a polgárháború második szakaszának kitörésekor. Ennek ellenére a város békésen megadta magát a parlamentariánusoknak a maidstone-i csatában aratott győzelmük után.

### A18. századtólnapjainkig

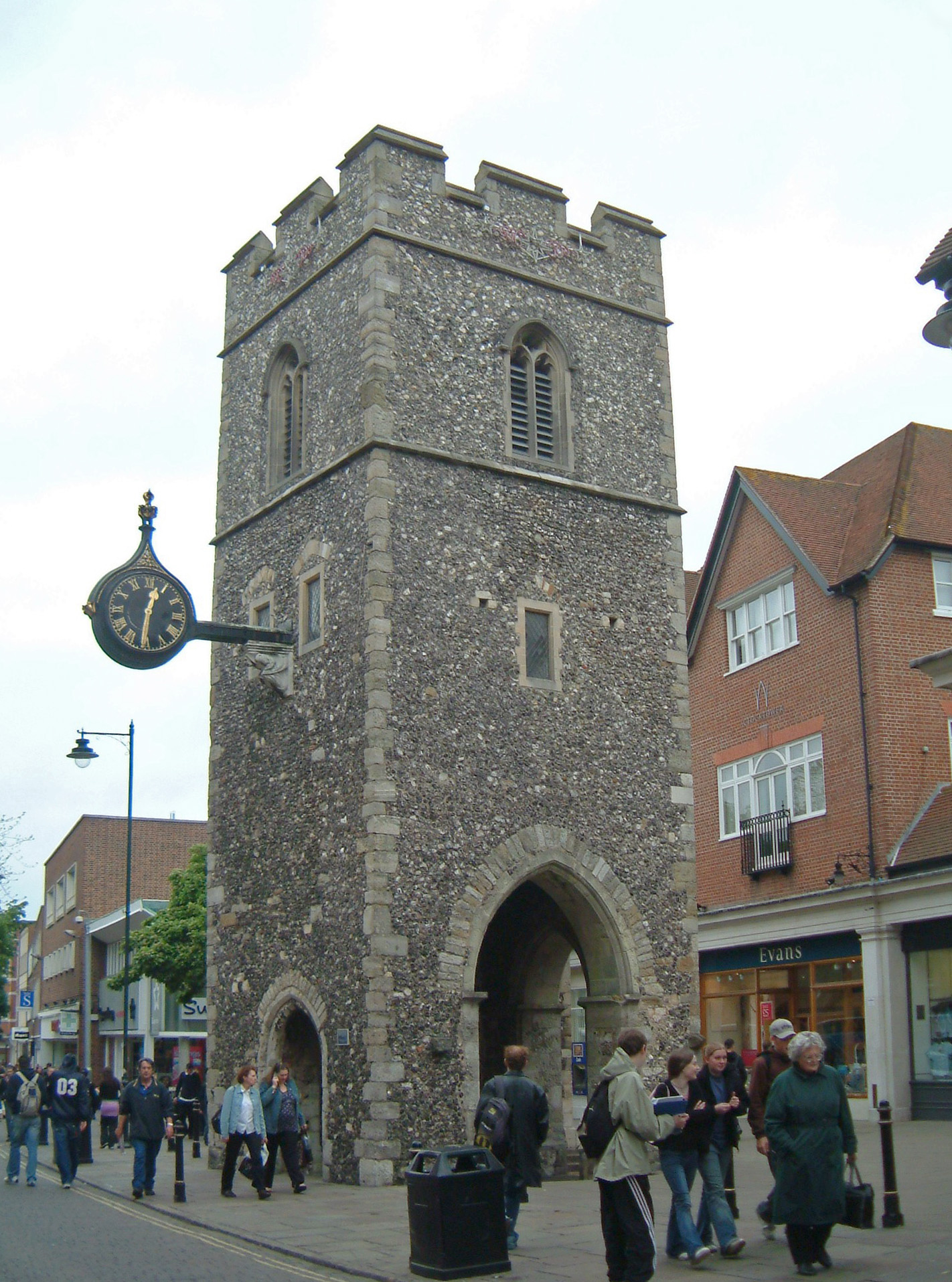
A Szent György-templom német bombázások után fennmaradt tornya.

1770-re a vár teljesen elhanyagolttá vált, jórésze leomlott a 18. század végén és a 19. század elején. 1787-ben a város összes kapuját lerombolták, a westgate-i városi börtönt kivéve, ugyanis egy bizottság úgy találta, hogy akadályozzák a kocsiforgalmat. 1820-ra a város selyemipara elhalt az indiai eredetű muszlin importja miatt. A Canterbury és Whitstable közötti vasút, a világ első utasszállító vasútvonala 1830-ban kezdett működni. 1830 és 1900 között a város népessége 15 ezerről 24 ezerre nőtt. A canterburyi fogház 1808-ban nyitotta meg kapuit, nem sokkal a városhatáron kívül.
Az első világháború alatt több laktanya és önkéntes kórház települt a város köré. 1917-ben egy német bombázó zuhant le a Broad Oak Road közelében. A második világháború során 135 támadás alkalmával 10 445 bombát dobtak le a városra. Ezek 731 lakóházat és 296 egyéb épületet romboltak le, továbbá megöltek 115 embert. A legpusztítóbb bombázás az 1942. június 1-i, Baedecker Blitznek nevezett támadás volt.
A háború vége előtt Charles Holden építész terveket készített a városközpont újjáépítésére, azonban ezek nem nyerték el a helyiek tetszését, olyannyira, hogy az 1945-ös helyhatósági választás során leváltották a helyi hatalmat. A városközpont tényleges rekonstrukciója csak 10 évvel a háború után kezdődött el. Később egy körutat építettek a falakon kívül, hogy csökkentsék a megnövekedett forgalom okozta problémákat a városközpontban. A központot ezt követően gyalogos övezetté nyilvánították. A város legnagyobb növekedése az 1960-as években ment végbe a University of Kent at Canterbury és a Canterbury Christ Church University megtelepedésével.
Az 1980-as években II. János Pál pápa és II. Erzsébet brit királynő látogatása, valamint az azóta évente sorra kerülő Canterbury Festival megalapítása jelentette a legnagyobb szenzációt. 1999-2005 között újjáépítették a Whitefriars bevásárlóközpontot. 2000-ben – az újjáépítéssel egy időben – zajlott le a "Nagy Ásatás" (Big Dig) néven ismert régészeti projekt.

## Igazgatás
1987 óta a Whitstable-t is magában foglaló canterburyi választókerületet a konzervatív párti Julian Brazier képviseli az Egyesült Királyság parlamentjében. A 2005. évi általános választásokon 7.471 szavazattal és 44,4%-kal a konzervatívok szereztek többséget a választókerületben. A Munkáspárt 28,7%-ot, míg a liberális demokraták 21,1%-ot szereztek.
Canterbury Whitstable és Herne Bay településekkel együtt alkotja a canterburyi helyhatósági választási körzetet. Maga Canterbury városa 6 szavazókörre van osztva. Ezek a szavazókörök 15 tagot küldenek City of Canterbury 50 tagú önkormányzatába. 2008 májusában a 15 helyből 11-et a liberális demokraták, hármat pedig a konzervatívok töltöttek be. A fennmaradó egy mandátum üres volt.
A város az 1888-as önkormányzati törvény (Local Government Act) alapján a "county borough" (nagyvárosi kerület) státust szerezte meg. 1974-ben – az 1972-es önkormányzati törvény alapján, mint a legkisebb ilyen státuszú település – elvesztette a címet és nem-nagyvárosi kerületként a kenti megyei önkormányzat (Kent County Council) fennhatósága alá került.

## Demográfiai mutatók
Az Egyesült Királyság 2001-es népszámlálási adatai szerint a város teljes népessége 43.432 fő volt.
A lakosság átlagos életkora 37,1 év, ezzel fiatalabbak, mint a kerület (42,2 év) és Anglia (38,6 év) lakói. A 17 536 háztartás 35%-a volt egyszemélyes, 39%-a kétszemélyes. A 16–74 év közötti lakosok 27%-ának volt felsőfokú végzettsége, ami magasabb, mint a 20%-os országos átlag.
| A népesség változása Canterburyben, 1901 óta | A népesség változása Canterburyben, 1901 óta | A népesség változása Canterburyben, 1901 óta | A népesség változása Canterburyben, 1901 óta | A népesség változása Canterburyben, 1901 óta | A népesség változása Canterburyben, 1901 óta | A népesség változása Canterburyben, 1901 óta | A népesség változása Canterburyben, 1901 óta | A népesség változása Canterburyben, 1901 óta | A népesség változása Canterburyben, 1901 óta | A népesség változása Canterburyben, 1901 óta | A népesség változása Canterburyben, 1901 óta | A népesség változása Canterburyben, 1901 óta | A népesség változása Canterburyben, 1901 óta | A népesség változása Canterburyben, 1901 óta | A népesség változása Canterburyben, 1901 óta | A népesség változása Canterburyben, 1901 óta | A népesség változása Canterburyben, 1901 óta | A népesség változása Canterburyben, 1901 óta |
| Év                                           | 1901                                         | 1911                                         | 1921                                         | 1931                                         | 1939                                         | 1951                                         | 1961                                         | 1971                                         | 2001                                         |                                              |                                              |                                              |                                              |                                              |                                              |                                              |                                              |                                              |
| -------------------------------------------- | -------------------------------------------- | -------------------------------------------- | -------------------------------------------- | -------------------------------------------- | -------------------------------------------- | -------------------------------------------- | -------------------------------------------- | -------------------------------------------- | -------------------------------------------- | -------------------------------------------- | -------------------------------------------- | -------------------------------------------- | -------------------------------------------- | -------------------------------------------- | -------------------------------------------- | -------------------------------------------- | -------------------------------------------- | -------------------------------------------- |
| Népesség                                     | 24 899                                       | 24 626                                       | 23 737                                       | 24 446                                       | 26 999                                       | 27 795                                       | 30 415                                       | 33 155                                       | 43 432                                       |                                              |                                              |                                              |                                              |                                              |                                              |                                              |                                              |                                              |
| Forrás: A Vision of Britain through Time     |                                              |                                              |                                              |                                              |                                              |                                              |                                              |                                              |                                              |                                              |                                              |                                              |                                              |                                              |                                              |                                              |                                              |                                              |

## Gazdaság
A canterburyi kerületben 2001-ben körülbelül 4760 vállalkozás működött, 60 000 fő- és részfoglalkozású alkalmazottal. Gazdasági szempontból a kerület a második helyen áll Kentben. A munkanélküliek száma határozottan csökkent 2001 óta, mivel a Whitefriars kereskedelmi komplexum megnyitása új munkahelyek ezreit hozta magával. 2008 áprilisában Canterbury érseke, Dr. Rowan Williams azt a vitatott bejelentést tette, hogy "fizetési sapkát" kellene bevezetni a gazdagok számára, a gazdasági növekedés menedzselése érdekében. A város gazdasági előnyei meghatározóan három projektből származnak: a Canterbury Enterprise Hubból, a Lakesview International Business Parkból és a whitefriarsi kiskereskedelmi fejlesztésekből. A turizmus 258 millió brit fontot jövedelmez, és évek óta a helyi gazdaság egyik sarokpontja. A katedrális egymagában több, mint egymillió látogatót vonz évente.

## Kultúra

### Nevezetességek

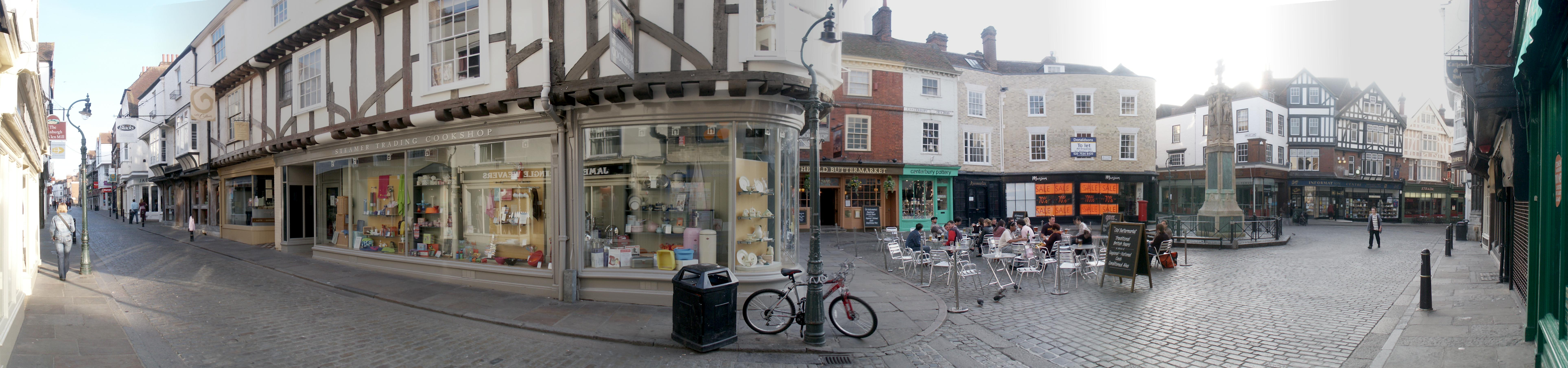
Buttermarket panoráma, Canterbury belváros

A canterburyi katedrális az Anglikán Közösség központja, a canterburyi érsek székhelye. Canterburyi Szent Ágoston alapította 597-ben. Része a világörökségnek, a Szent Márton-templommal és a Szent Ágoston-apátság romjaival együtt. Évi egymillió látogatójával az ország leglátogatottabb helyei közé tartozik. Naponta legalább háromszor tartanak benne istentiszteletet.
A római idők fennmaradt emlékei közé tartozik a Queningate, egy kapu a városfalban, és a Dane John Mound (Dane John-halom), a római temető egy darabja. A Dane John Gardens (Dane John-park) a halom mellett épült a 18. században. A domb tetején egy emlékművet is elhelyeztek. 1731. és 1839. között egy szélmalom állt a dombon.

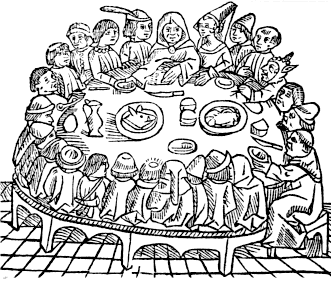
Canterburyi mesék, fametszet 1484-ből

A normann vár és a Szent Ágoston-apátság romjai egyaránt nyitva állnak a látogatók előtt. A középkori Szent Margit-templom ma a "Canterburyi mesék" (The Canterbury Tales) háza, amelyben életnagyságú figurák jelenítik meg Geoffrey Chaucer elbeszéléseit. A Westgate jelenleg múzeum, amelynek kiállítása a korábban itt kialakított börtönnel kapcsolatos. A középkori Szent Alphege-templom ma a Canterburyi Környezetvédelmi Központ. A régi zsinagóga a King's School zenei terme. A városközpontban több 16-17. századi fakeretes ház található, köztük a valamikor hugenották által lakott "Old Weaver's House" (régi takácsház). A Szent Márton-malom az egyetlen, amely a hat ismert canterburyi malom közül ránk maradt. 1817-ben építették és 1890-ig működött. Jelenleg restaurálják.

### Színházak
A város színháza és koncertterme a Marlowe Theatre, amely Christopher Marlowe-ról kapta a nevét, aki az Erzsébet-korban született Canterburyben. A városnak abban a Szent György-templomában keresztelték meg, amelyet a második világháború alatt romboltak le. A másik szÍnház, a Gulbenkian a University of Kent területén található. Színházi előadásokat a város egyéb helyein is tartanak, például a székesegyházban és a Szent Ágoston-apátságban. T. S. Eliot Gyilkosság a székesegyházban (Murder in the Cathedral) című darabjának bemutatóját a canterburyi székesegyházban tartották. A legrégebbi fennmaradt Tudor korabeli színház Canterburyben a jelenlegi Casey's Bar, régebben Shakespeare Pubként ismerték. Van néhány színjátszó csoport is a városban, köztük a University of Kent Students' Union T24 Drama Societyje.

### Zene
A városról kapta a nevét az egyik könnyűzenei műfaj, a Canterburyi szcéna. Több, progresszív rockot és avantgárd dzsesszzenét játszó együttes alakult a város környékén az 1960-as évek végén és az 1970-es évek elején. A két legismertebb canterburyi együttes a Soft Machine és a Caravan volt. Az évek során az együttesek tagjai cserélődtek, új együttesek jöttek létre és a meghatározást inkább egy zenei műfaj vagy stílus leírására használták, mintsem zenészek helyi csoportjainak kategorizálására.
A University of Kent olyan együtteseket látott vendégül, mint a Led Zeppelin és a The Who. A hetvenes évek végén és a nyolcvanas évek elején a Canterbury Odeonban fellépett többek között, a The Cure és a Joy Division. A Marlowe Theatre úgyszintén helyet adott zenés eseményeknek, itt koncertezett például Don McLean 2007-ben és a Fairport Convention 2008-ban.

### Sport

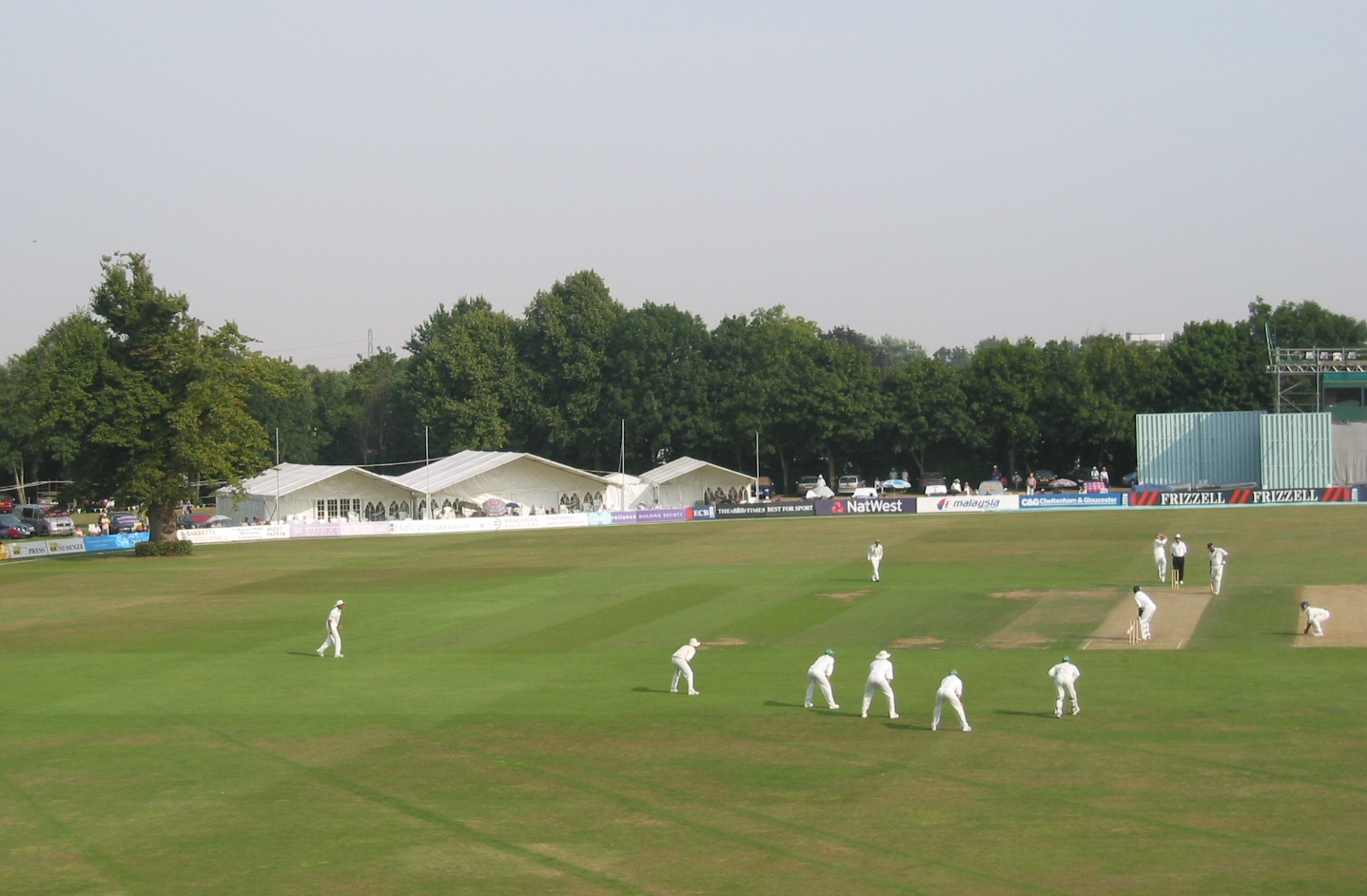
St Lawrence Ground

A St Lawrence Ground arról nevezetes, hogy egyike annak a két – rendszeresen első osztályú mérkőzésre használt – krikett-pályának, melyeknek a határain belül egy fa van (a másik a dél-afrikai Pietermaritzburgban található). Ez a hazai pályája a Kent CCC együttesnek és gyakran lát vendégül különböző angliai tornákat.
A Canterbury City F.C. 2007-ben alakult újjá és a férfi csapat a 2007/08. évi bajnokságban a kent megyei liga második osztályában szerepelt. A Canterbury Rugby Football Clubot 1926-ban alapították és az első kelet-kenti csapat volt, amely a nemzeti ligában játszhatott, miután 2006-ban bejutott a liga 3. osztályába.
A Tour de France kétszer érintette a várost. 1994-ben a mezőny áthajtott a településen, 2006-ban pedig itt volt az első szakasz célja. A Canterbury Field Hockey (gyeplabda) Club az egyik legnagyobb klub az országban, gyakran kerülnek a csúcsra az angol ligákban a különféle korú és nemű együttesek. Egyik edzőjük a korábbi olimpiai bajnok Sean Kerly.
A nagyközönség számára a Kingsmead Leisure Centre nyújt sportolási lehetőséget, amely egy 33m-es uszodával, valamint egy labdarúgásra, kosárlabdára és tollaslabdára használható sportcsarnokkal rendelkezik.

## Közlekedés

### Vasút
Canterbury volt a végállomása a Canterbury és Whitstable közötti vasútnak (a helyiek csak "Crab and Winkle line"-ként emlegették), amely az első vasutak közé tartozott, 1830. május 3-án nyílt meg és 1953-ig működött. Minden állítással ellentétben, melyek a Stockton és Darlington közötti vasútra hivatkoznak, a Canterburyből induló volt az első, rendszeresen utasokat szállító gőzvasút a világon. Canterburyben az első állomás a North Lane-en volt.
Ma a városban két vasútállomás van, a Canterbury West és a Canterbury East, mindkettőt a Southeastern társaság üzemelteti. A Canterbury West állomás az Ashfordból közlekedő South Eastern Railway részeként 1846. február 6-án nyílt meg. A vonatok április 13-tól már Ramsgate-ig közlekedtek. Az állomás jelenleg elsősorban a londoni Charing Cross állomásra irányuló forgalmat szolgálja ki. Ritkábban indulnak vonatok a londoni Victoriára, valamint Ramsgate-be és Margate-be. A Canterbury East pályaudvar, melyet a London, Chatham and Dover Railway társaság nyitott meg 1860. július 9-én, a londoni Victoria állomás és Dover közötti forgalom megállója. Az utazási idő Londonig körülbelül 88 perc. Volt egy negyedik – Canterbury South nevű – állomás is, amely 1890. és 1947. között működött. Gyorsabb közlekedést jelent a 2009-től működő nagysebességű vasút, amelynek szerelvénye egy óra alatt ér Londonba.

### Közút
Canterburynél leágazása van a London és Dover közötti A2 jelű útnak. Ez körülbelül 69 km-re van a london körüli M25 jelű autópályától és 93 km-re London központjától. A másik Canterburyn keresztüli főút az Ashfordból Ramsgate-be és Margate-be vezető A28-as út. A városi tanács komolyan támogatta a P+R módszert és három parkolót is kiépítettek a város körül. Tervek készültek arra nézve, hogy London irányába is építenek fel- és lehajtókat az A2-es úthoz a zsúfolt Wincheap kerületnél (jelenleg csupán Dover irányába lehet itt le- és felhajtani), hogy közvetlenebb elérést biztosítsanak az autópályáról Canterbury felé, de a projekt még csak tárgyalási szakaszban van. A National Express buszjárat járművei óránkénti összeköttetést biztosítanak Londonnal, a menetidő általában két óra.

## Oktatás

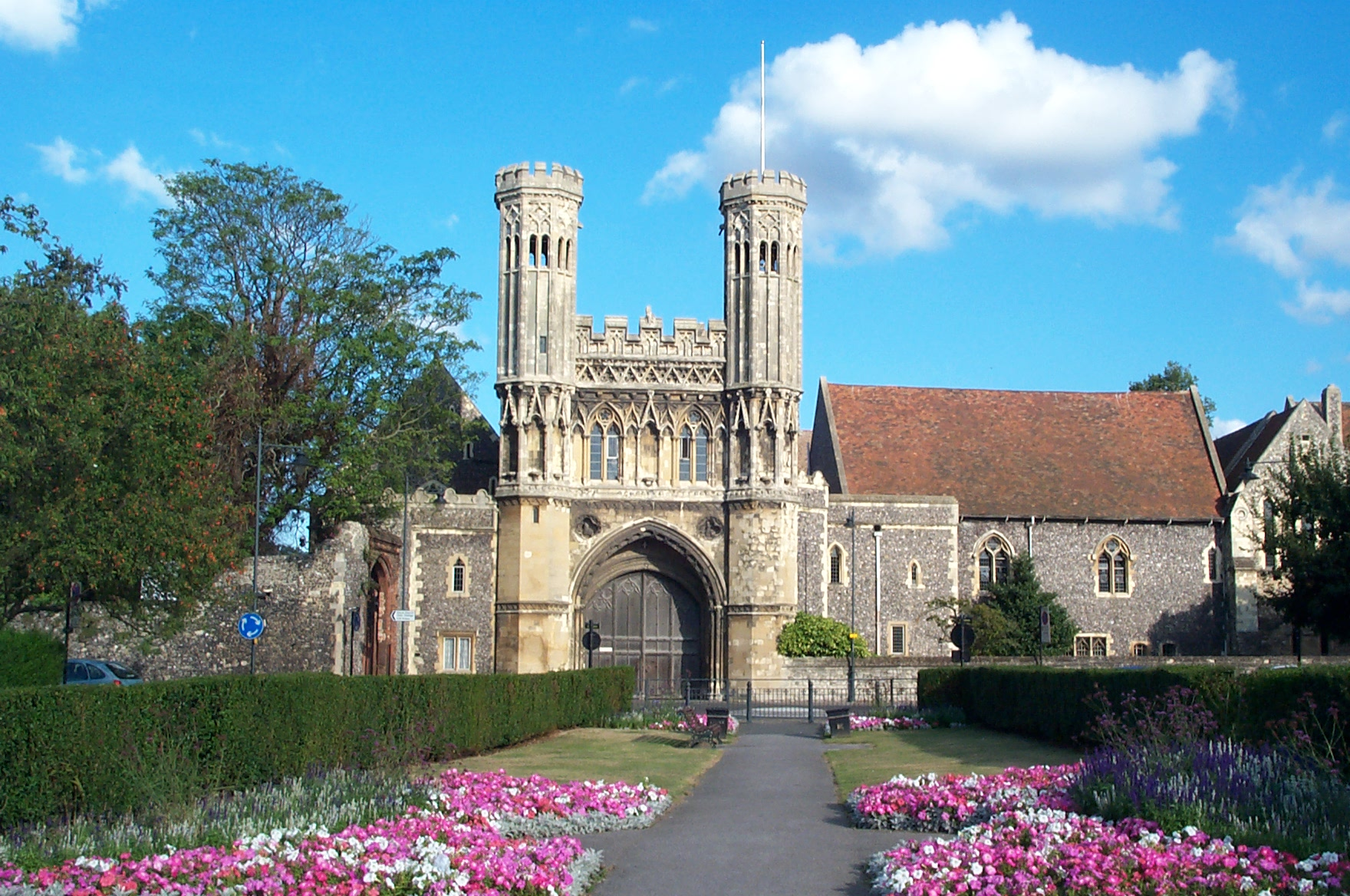
A kapu valamikor a Szent Ágoston-apátsághoz tartozott, ma a King's Schoolhoz vezet

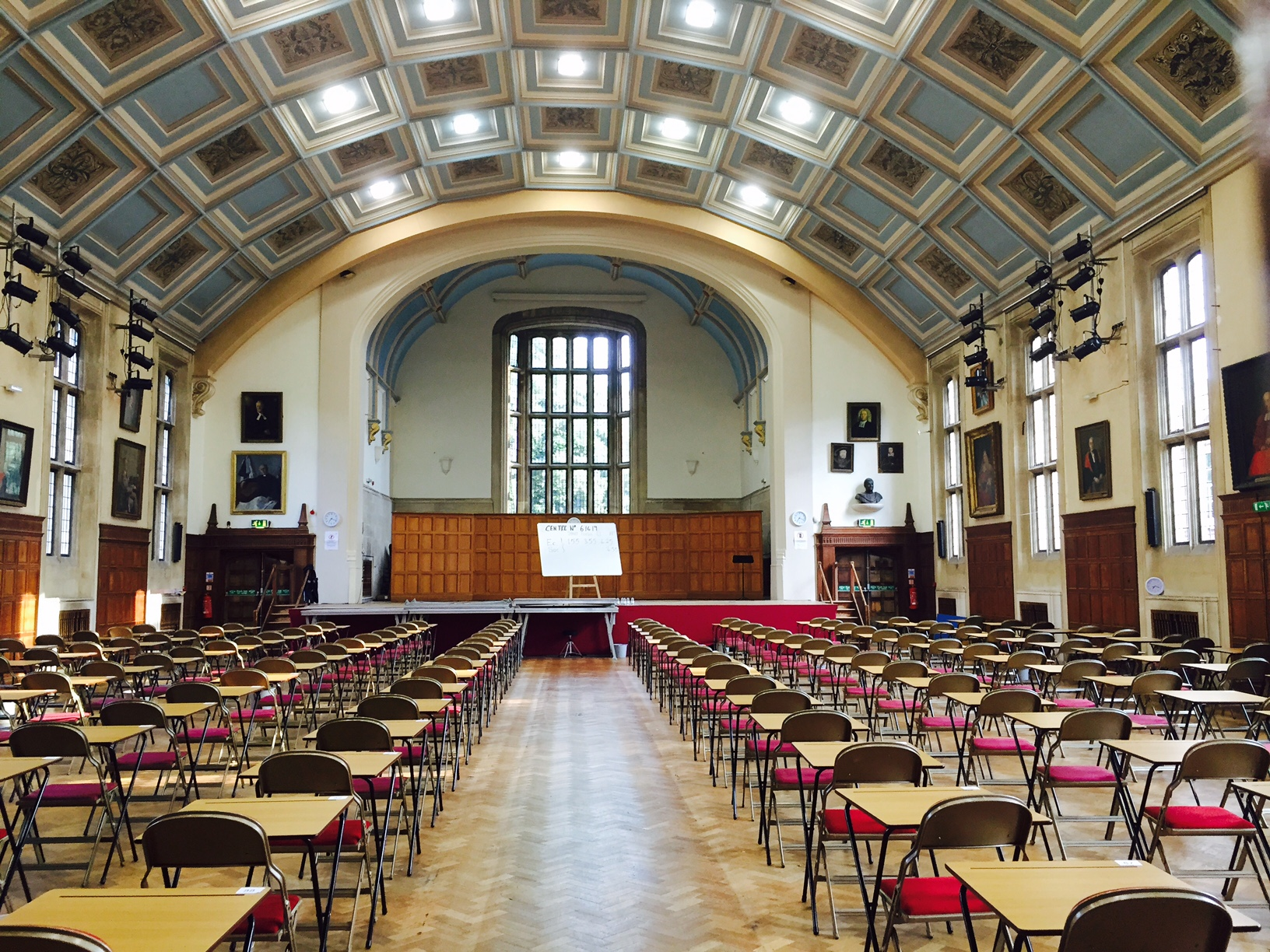
A Kings Scholl Shirley nevű hallja

A városban nagyon sok diák van, mivel több felsőoktatási intézménynek is otthont ad. A 2001. évi népszámláláskor a 16 és 74 év közötti lakosság 22%-a nappali tagozatos diák volt, szemben az országos 7%-kal. A University of Kent fő épületegyüttese több, mint 120 hektárnyi területet foglal el a St. Stephen's Hillen, a városközpottól másfél kilométerre északra. Korábbi neve University of Kent at Canterbury volt és 1965-ben alapították. 2007-ben hozzávetőlegesen 16.000 diák látogatta. A Canterbury Christ Church Universityt tanárképzőként alapította 1962-ben a Church of England (angliai egyház). 1978-tól egyéb szakokat is indított és 1995-ben kapta meg a kormányzattól a University college címet. 2005-ben kapott teljes jogú egyetemi státuszt és 2007-ben körülbelül 15.000 hallgatója volt. A University College for the Creative Arts a legidősebb felsőoktatási intézmény a városban, 1882-ben Thomas Sidney Cooper alapította Kent Institute of Art & Design néven. Közel a University of Kenthez működik a Franciscan International Study Centre (Nemzetközi Franciskánus Tanulmányi Központ), mely a világszerte működő franciskánus rend oktatási intézménye. A Chaucer College egy független főiskola japán és egyéb tanulmányok számára a University of Kent határain belül. A Canterbury College, korábban Canterbury College of Technology (Canterbury Műszaki Főiskola) többféle szakmában ajánl felsőfokú és továbbképzést továbbtanulóknak és felnőtteknek.
Független középiskolaként működik a St Edmund's School, a Kent College, és a – gyakran Anglia legrégebbi iskolájaként emlegetett – The King's School. Szent Ágoston 597-ben, röviddel Canterburyba érkezése után alapított egy iskolát és – többek szerint – ebből nőtt ki a The King’s School. Igaz ugyan, hogy dokumentumok csak a rendházak feloszlatása utántól, a 16. századtól allnak az iskolára vonatkozóan rendelkezésre, amikor is felvette jelenlegi, VIII. Henrikre utaló nevét.
Városi gimnáziumként működik a Barton Court Grammar School, a Simon Langton Grammar School for Boys és a Simon Langton Girls' Grammar School. További középiskolák: The Canterbury High School, St Anselm's Catholic School, Church of England's Archbishop's School és a Chaucer Technology School.

## Média
Három ingyenes hetilap szolgáltatja a híreket a canterburyi kerületben: a YourCanterbury, a Canterbury Adscene és a Canterbury KM Extra. A Canterbury Adscene tulajdonosa a Daily Mail és körülbelül 55.000 példányban jelenik meg. A Canterbury KM Extra című lapot a Kent Messenger csoport tulajdonolja és ugyancsak 55.000 példányban terjesztik. A Canterburyben készülő Kentish Gazette nem ingyenes újság, szintén a Kent Messenger csoport birtokában van, alkalmankénti példányszáma 25.000 körül van.
A YourCanterburyt a KOS Media adja ki, amely a népszerű megyei lap, a Kent on Sunday kiadója is. Van egy weboldala is, a www.yourcanterbury.co.uk, amely naponta frissített híreket szolgáltat a város számára.
A KMFM Canterbury egy canterburyi rádióállomás, amely a 106 MHz-en sugároz. Korábbi neve KMFM106 volt, azt megelőzően – mielőtt átvette volna a Kent Messenger csoport – CTFM volt a neve.
A CSR FM, amely a "Canterbury Student Radio" rövidítése, a 97.4 MHz-en sugároz a University of Kent és a Canterbury Christ Church University területén egyaránt megtalálható stúdióiból. A rádió a város oktatási intézményeinek együttműködése alapján tevékenykedik. A rádióadó a University of Kent területán van, ahonnan jól lefedi az egész várost. A CSR két korábbi rádiót váltott fel, a Canterbury Christ Church Universityhez tartozó C4 rádiót és a UKC rádiót, amelyet a University of Kent működtetett.

## Híres emberek
Canterburyben született híres emberek: Christopher Marlowe drámaíró, Fiona Phillips TV-s személyiség a légiforgalmi vállalkozó Freddie Laker, a fiúénekes és színész Joseph McManners Orlando Bloom színész, Mary Tourtel, a Rupert Bear (Rupert medve) megalkotója, valamint tanítója, Thomas Sidney Cooper viktoriánus állatfestő a városban születtek és éltek. David Gower krikettjátékos, William Harvey orvos, William Somerset Maugham író és Michael Powell filmrendező a King's School diákjai voltak. A University of Kentet látogatták – többek között – Alan Davies színész, Rosie Boycott szerkesztő, Tom Wilkinson színész és Kazuo Ishiguro Booker-díjas regényíró.

## Testvérvárosok
Canterbury testvérvárosai a következők:
- Reims, Franciaország[89]
- Esztergom, Magyarország
- Saint-Omer, Franciaország
- Certaldo, Olaszország
- Vlagyimir, Oroszország
- Mölndal, Svédország
- Tournai, Belgium

## Fordítás
Ez a szócikk részben vagy egészben  a   Canterbury című angol Wikipédia-szócikk ezen változatának fordításán alapul.  Az eredeti cikk szerkesztőit annak laptörténete sorolja fel. Ez a jelzés csupán a megfogalmazás eredetét és a szerzői jogokat jelzi, nem szolgál a cikkben szereplő információk forrásmegjelöléseként.